# Jahir Butrón
Jahir Butrón Gotuzzo, né à Lima le 30 octobre 1975, est un footballeur péruvien qui évoluait au poste de défenseur. Reconverti en entraîneur, il est le frère aîné de Leao Butrón.

## Biographie

### Carrière de joueur
Formé au Sporting Cristal, Jahir Butrón fait partie de l'équipe championne en 1994. Ayant peu de temps de jeu, il passe au Guardia Republicana et remporte le championnat de 2e division en 1995.
En 1996, il rejoint l'Alianza Atlético, club important dans sa carrière qu'il retrouvera en 2001 et entre 2003 et 2004. D'ailleurs, avec ce club, il dispute la Copa Sudamericana 2004 (quatre matchs, aucun but).
En 2005, il s'engage au Cienciano del Cusco au sein duquel il dispute deux éditions de la Copa Libertadores en 2005 et 2006 (trois matchs en tout, pas de but). Il reviendra au Cienciano entre 2010 et 2011, puis finira sa carrière au CD Coopsol en 2012.

### Carrière d'entraîneur
Devenu entraîneur, il dirige le Cultural Santa Rosa en 2e division en 2017. Il est sacré champion de D2 avec son ancien club de joueur, l'Alianza Atlético, en 2020 qui plus est l'année de son centenaire.
En 2021, il se retrouve à la tête du Carlos Stein qu'il parvient à faire remonter en 1re division après un barrage victorieux contre le Deportivo Binacional.

## Palmarès

### Palmarès de joueur
| Sporting Cristal - Championnat du Pérou (1) : - Champion : 1994. |  | Guardia Republicana - Championnat du Pérou D2 (1) : - Champion : 1995. |

### Palmarès d'entraîneur
Alianza Atlético
- Championnat du Pérou D2 (1) :
  - Champion : 2020.